# Суво
Суво́ — село в Баргузинском районе Бурятии. Административный центр сельского поселения «Сувинское».

## География

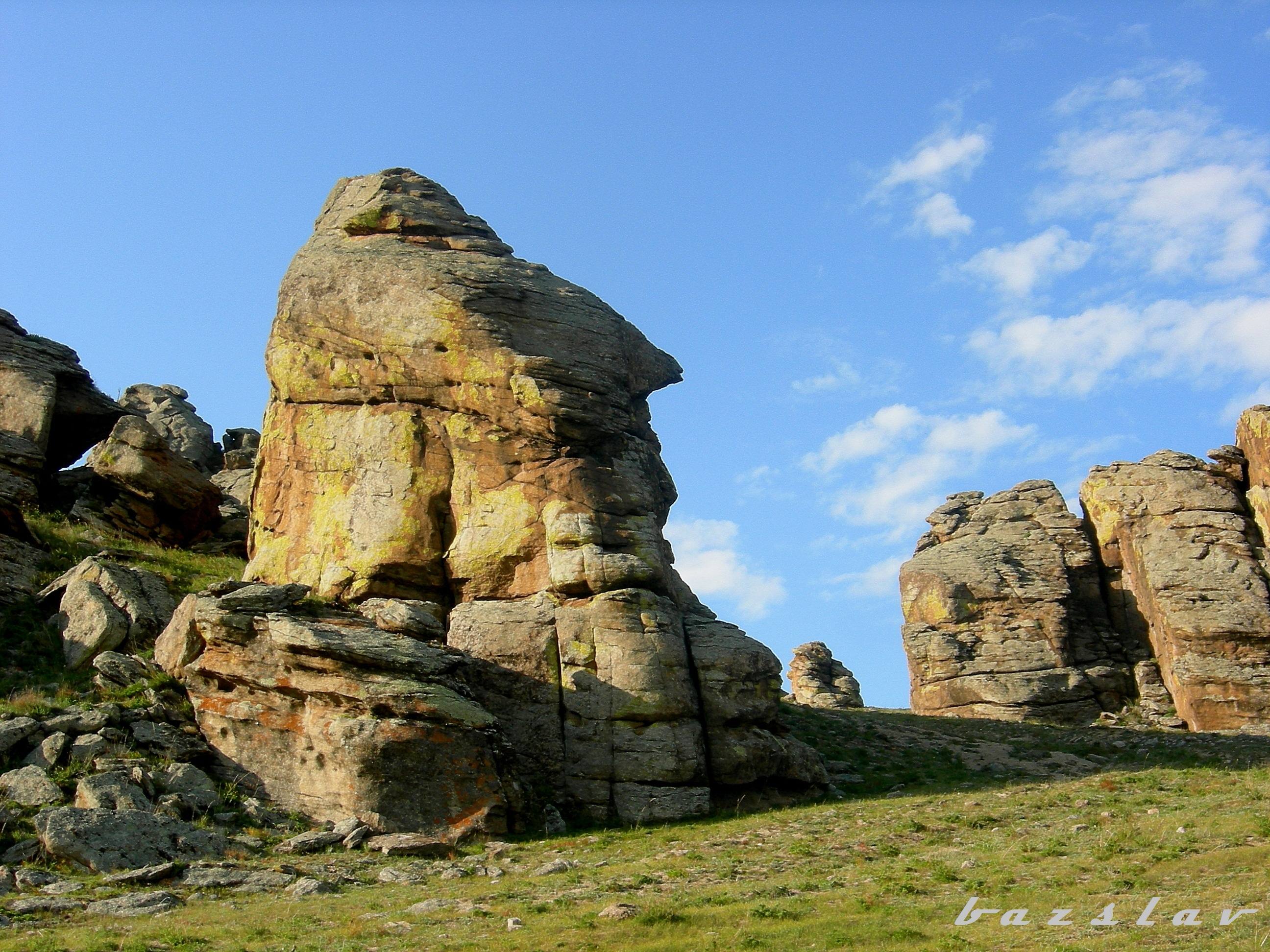
«Сувинская Саксония»

Расположено на обоих берегах реки Суво (левый приток Баргузина), в 46 км восточнее районного центра — села Баргузин. На северо-восточной окраине села, над поймой реки Суво, высятся скальные останцы — геологический памятник природы «Сувинская Саксония» (Сувинский замок).

## Население
| 2002 | 2010 |
| ---- | ---- |
| 515  | ↘382 |

## Инфраструктура
Администрация сельского поселения, средняя общеобразовательная школа, Дом культуры, библиотека, фельдшерско-акушерский пункт, почтовое отделение, отделение авиационной и наземной охраны лесов.

## Экономика
Заготовка и переработка древесины, крестьянско-фермерские хозяйства.

## Наука
Сейсмическая станция Иркутского института земной коры СО РАН.
Начальник станции: Мазур Татьяна Николаевна.

## Уроженцы
- Гончиков, Виктор Степанович (1942—2000) — эвенкийский композитор.
- Мисюркеев, Иван Васильевич (1917—1996) — советский и российский математик, профессор, декан физико-математического факультета (1948—1954), заместитель директора (1954—1956) Хабаровского пединститута, зам.директора по учебной работе Пермского пединститута (1958—1959), декан (1965—1972), заведующий кафедрой теории функций (1972-1988) механико-математического факультета Пермского университета.